# Retrognatismo
Retrognatismo (ou retrognatia) é, em odontologia e patologia oral, um tipo de má oclusão maxilar causada pela posição mais posterior da mandíbula. Pode causar distúrbios do sono, como apneia do sono e também problemas respiratórios.
A característica mais visível em pessoas que possuem essa deformidade é o posicionamento da mandibula, dando a impressão de "queixo pequeno".
Essa condição também pode acentuar visualmente a presença da papada, mesmo em indivíduos com baixo percentual de gordura. Em casos leves, procedimentos estéticos como o preenchimento do mento podem ser utilizados para melhorar o contorno facial e a harmonia do perfil.
1. ↑  «Papada: O que é, Causas e Tratamentos Estéticos | Pró-Corpo». Pró-Corpo Estética Avançada. Consultado em 25 de junho de 2025